# شهرستان شفت
شهرستان شَفت از شهرستان‌های استان گیلان در شمال ایران است. این شهرستان دارای ۲ بخش و ۴ دهستان است و جمعیت آن طبق آخرین سرشماری ۵۴٬۲۲۶ نفر است. مرکز این شهرستان، شهر شفت است.
این شهرستان در ناحیه غربی استان گیلان واقع گردیده و از شمال به شهرستان‌های رشت و صومعه‌سرا، از جنوب و جنوب شرقی به استان زنجان و شهرستان رودبار و از غرب به شهرستان فومن محدود می‌شود. جمعیت شهرستان شفت پس از جدا شدن از فومن، بالغ بر ۷۲٬۰۰۰ بوده که در دهه‌های اخیر با توجه به مهاجرت مردم به سایر شهرستان‌های گیلان خصوصا رشت، با کاهش مواجه شده است. این شهرستان، پایین‌ترین درصد شهرنشینی را نسبت به سایر شهرستان‌های استان گیلان دارا می‌باشد و تنها ۱۹ درصد از جمعیت ۵۴ هزار نفره این شهرستان در شهرهای شفت و احمدسرگوراب زندگی می‌کنند.
روستایی بودن این شهرستان سبب شده تا بیشتر جاذبه‌های گردشگری آن نیز از نوع طبیعی و روستایی باشد. از مناطق گردشگری و دیدنی این شهرستان می‌توان به امام‌زاده ابراهیم و امام‌زاده اسحاق، آبشار دودوزن، پارک جنگلی چناررودخان و روستاهای واقع در بخش احمدسرگوراب نظیر چوبر، شالما، گنجار، محرمان، ویسرود، لاسک، درودخان و سیاهمزگی اشاره کرد.
قسمتی از کوه‌های تالش که دنباله رشته‌کوه البرز می‌باشد، در این شهرستان واقع شده و ناحیه بزرگی را در جنوب این شهرستان شامل می‌گردد. به جز مناطق کوهستانی، این شهرستان مناطق جلگه‌ای و کوهپایه‌ای نیز دارد که برای مثال شهر شفت در منطقه کاملاً جلگه‌ای واقع شده است.
برنج از جمله محصولات کشاورزی این منطقه و باغداری، چای، پرورش دام و طیور و زنبور عسل، شیلات و پرورش آبزیان و کرم ابریشم از دیگر فعالیت‌های این شهرستان می‌باشد. علاوه بر موارد مذکور تولید خشکبار از جمله شاه بلوط و صیفی جات و گل و گیاه زینتی نیز از منابع درآمدی مردم منطقه محسوب می‌شود. صنایع دستی شامل شال و جوراب و بافت حصیر، زیلو و سبد است.

## مردم

### زبان
گیلکی و تالشی، دو زبانی است که مردم این شهرستان صحبت می‌کنند. عمده مردمی که در شهر ساکن هستند به گیلکی و در روستاها به زبان تالشی صحبت می‌کنند.

### دین و مذهب
آئین گیلانیان قبل از اسلام، میترائیسم و زرتشتی بوده است. همچنین وجود داشتن روستاهای متعددی با نام‌های آتشکده و آتشگاه، وجود داشتن مراکز مذهبی بسیاری در قبل از اسلام در منطقه شفت، فومن و رودبار نشان می‌دهد. امروزه، مردم شفت پیرو دین اسلام و مذهب شیعه هستند.

## تقسیمات
| تقسیمات         | ۱۳۸۵   | ۱۳۹۰   | ۱۳۹۵   |
| --------------- | ------ | ------ | ------ |
| بخش مرکزی       | ۳۵,۳۱۹ | ۳۳,۸۸۷ | ۳۲,۴۰۳ |
| دهستان جیرده    | ۱۶,۵۶۵ | ۱۵,۷۲۴ | ۱۳,۲۱۱ |
| دهستان ملاسرا   | ۱۲,۵۹۶ | ۱۱,۶۳۰ | ۱۱,۰۰۸ |
| شهر شفت         | ۶,۱۵۸  | ۶,۵۳۳  | ۸,۱۸۴  |
| بخش احمدسرگوراب | ۲۸,۰۵۶ | ۲۴,۶۵۶ | ۲۱,۸۲۳ |
| دهستان نصیرمحله | ۱۲,۹۸۸ | ۱۱,۵۷۷ | ۹,۶۴۲  |
| دهستان چوبر     | ۱۲,۸۴۵ | ۱۰,۷۳۳ | ۱۰,۰۵۳ |
| شهر احمدسرگوراب | ۲,۲۲۳  | ۲,۳۴۶  | ۲,۱۲۸  |
| کل              | ۶۳,۳۷۵ | ۵۸,۵۴۳ | ۵۴,۲۲۶ |

## جاذبه‌های گردشگری

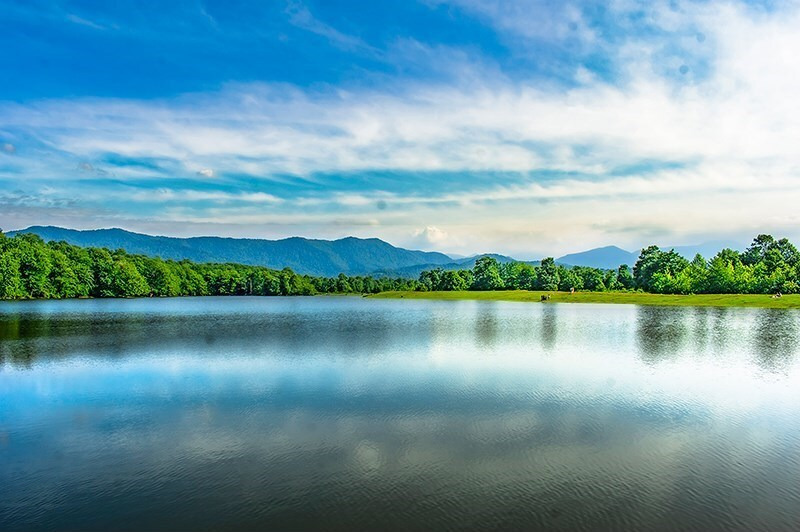
استخر طبیعی نورماس در روستای کلاچ‌خندان واقع در مناطقه کوهپایه‌ای خرطوم

- بقعه امامزاده اسحاق (در ۲۵ کیلومتری جنوب شهر شفت (سیاه‌کوه)) و مناطق ییلاقی آن
- آبشار دودوزن
- سد خاکی سقالکسار در ۱۵ کیلومتری شهر شفت و در مسیر جیرده به رشت
- استخر طبیعی نورماس واقع در روستای کلاچ خندان از توابع دهستان جیرده در بخش مرکزی شهرستان شفت
- تالاب آب‌بندان گیلده این تالاب در محدوده روستای گیلده پایین شفت قراردارد
- بقعه امامزاده ابراهیم در ۳۵ کیلومتری جنوب شهر شفت در دل کوهستان و در روستایی با معماری خاص چوبی واقع شده‌است
- بقعه متبرکه شاه درویشان واقع در ۵ کیلومتری شهر شفت روستای تکرم
- پل لیشاوندان واقع در لیشاوندان
- پارک جنگلی چوبر
- بقعه نهزم و پل خشتی (از آثار ثبت شده ملی که قدمت آن به دوره قاجار می‌رسد)

## مراکز آموزشی
- دانشگاه آزاد اسلامی واحد شفت
- دانشگاه پیام نور شفت

## مشاهیر
- پرواز همای، خواننده موسیقی سنتی
- حمیدرضا دنیادیده نهزمی، روزنامه نگار و فعال رسانه گیلانی
- رضا نیک نظر، فوتبالیست و بازیکن اسبق باشگاه فوتبال پرسپولیس
- حسن قلی پور قصبه (سدید)، نویسنده دو رمان گیلداد و هیواد و برنده جایزه ادبی قلم زرین[۳]
- محمد جمشیدی چناری، خبرنگار برتر جشنواره‌های رسانه‌ای استان گیلان
- سید محمدباقر شفتی، مجتهد نامدار عصر قاجار
- میرزای شفتی، عالم و مجتهد بزرگ شفتی که بعد ها ساکن قم شده و به نام میرزای قمی نیز شهرت دارد.
- محمد حامدی، اولین مقام‌آور شفتی در قهرمانی کاراته آسیا و اقیانوسیه کشور اندونزی (جاکارتا)
- آیت نجدباقری، قهرمان پرورش اندام ایران و جهان[۴][۵]
- جهادگرشهيد حسن زكالاب، مسئول انجمن اسلامي شهر شفت

## بازار هفتگی
شفت یکی از مناطق چند گانه فومنات قدیم می‌باشد؛ به همین خاطر و به رسم دیرباز این منطقه، بازارهای هفتگی در قسمت‌های مختلف این شهرستان وجود دارد. لازم است ذکر شود که نمونه این بازارها را در بیشتر شهرهای استان گیلان از جمله فومن، صومعه‌سرا و رشت نیز می‌بینیم. فلسفه این بازارها با توجه به نوع محصول کِشتی در هر شهر و برنامه‌ریزی اجتماعی، ایجاد می‌شده‌است. در شفت روز دوشنبه (دوشنبه بازار)، در نصیرمحله روز چهارشنبه (چهارشنبه بازار) و در چوبر (یکشنبه بازار).